# Helmut Max Kolsen
Helmut Max Kolsen, auch Ted Kolsen, (geboren 30. April 1926 in Berlin) ist ein australischer Ökonom.

## Leben
Helmut Max Kolsen ist ein Sohn des Buchbinders Wolfgang Kolsen und der Margarethe Jonas, er hat einen Bruder. 1935 wurden nach Erlass der Nürnberger Gesetze jüdische Verbindungen bei seinen Vorfahren entdeckt. Er wurde 1939 mit Unterstützung der Quäker mit einem Kindertransport aus dem nationalsozialistischen Deutschland nach Großbritannien geschickt und wurde in der Waisenanstalt Barnardo’s untergebracht. Er machte eine Lehre als Werkzeugmacher und arbeitete in dem Beruf. 1946/47 arbeitete er für die US Army in der Verwaltung der Amerikanischen Besatzungszone Deutschlands. 1948 emigrierte er von England aus nach Australien und arbeitete zunächst für seinen Lebensunterhalt als Dreher in der Metallindustrie. 
Kolsen besuchte 1950/51 das Sydney Technical College und studierte ab 1951 Ökonomie an der Universität Sydney, wo er 1955 einen B.A. machte. Ab 1955 war er Teaching Fellow und Lecturer an der University of New South Wales und kehrte 1958 an die Universität Sydney zurück, wo er 1963 Senior Lecturer und 1965 Associate Professor wurde. Kolsen heiratete 1960 die Krankenschwester Beryl Scott, sie haben zwei Kinder. Kolsen ging zwischenzeitlich 1961 an die London School of Economics und wurde dort 1963 promoviert. Ab 1968 war Ted Kolsen Ökonomieprofessor an der University of Queensland und lehrte und forschte dort bis zu seiner Emeritierung. 1980 arbeitete er zwei Jahre für die australische Interstate Commission gutachterlich zur Verkehrspolitik und den staatlichen Besteuerungs- und Subventionierungsmaßnahmen im Verkehrssektor.

## Schriften (Auswahl)
- How to Pay for the Roads, in: The Australian Quarterly, 1957, S. 74–82
- The economics and control of road-rail competition: A critical study of theory and practice in the United States of America, Great Britain, and Australia. Sydney: Sydney U. P., 1968
- The price mechanism : Demand, supply and market structures. Melbourne: Cheshire, 1970
- Effective Rates of Protection and Hidden Sectoral Transfers by Public Authorities, in: The Australian Journal of Agricultural Economics, 1983, S. 104–115